# Pierre Duculot
Pierre Duculot est un réalisateur belge né en 1964 à Liège, il est actuellement le secrétaire général du WIP.

## Biographie
Pierre Duculot a suivi des études de philologie romane, puis d'arts et sciences de la communication à l'université de Liège.
Il a travaillé comme journaliste et a réalisé son premier court métrage à 40 ans.
Son premier long métrage, Au cul du loup, est sorti en 2012.

## Filmographie

### Courts métrages
- 2006 : Dormir au chaud
- 2007 : Dernier Voyage

### Long métrage
- 2012 : Au cul du loup